# Mali Șcerbakî, Vasîlivka
Mali Șcerbakî (în ucraineană Малі Щербаки) este un sat în comuna Peatîhatkî din raionul Vasîlivka, regiunea Zaporijjea, Ucraina.

## Demografie
Componența lingvistică a localității Mali Șcerbakî
     Ucraineană (91,27%)
     Rusă (7,61%)
     Alte limbi (0,28%)
Conform recensământului din 2001, majoritatea populației localității Mali Șcerbakî era vorbitoare de ucraineană (91,27%), existând în minoritate și vorbitori de rusă (7,61%).